# 飯嶋久美子
飯嶋 久美子（いいじま くみこ、1974年 - ）は、東京を拠点に活動する日本のスタイリストおよび衣裳デザイナー。文化服装学院出身。

## 人物
きゃりーぱみゅぱみゅ、椎名林檎/東京事変、ゲスの極み乙女。、DAOKO、のん、松任谷由実、ももいろクローバーZなど、数多くのアーティストやタレントを担当するスタイリストおよび衣裳デザイナー。雑誌、広告（テレビ、グラフィック、WEB）、音楽関係（ミュージック・ビデオ、CDジャケット、アーティスト写真、ライブ、メディア出演）、舞台、映画など、様々なジャンルにおいて活動する。リースした服をコーディネートしてスタイリングを組むのが基本だが、「借りても作っても何でも良い」という形で依頼を受けることが大半なので、服のデザインや制作を行うことが年々増えている。

## 経歴
文化服装学院アパレル技術科卒業後、大御所スタイリストのアシスタントおよび雑誌VOGUE NIPPON編集部でのフォトエディターアシスタントを経て、2000年にスタイリストとして独立。初めて担当したのはバラエティ番組『笑っていいとも』の現場でのSMAPで、1990年代後半に香取慎吾のスタイリングを任されるようになる。
2002年、イラストレーターの奥原しんことコラボレーションブランド「CHEESE-monger (チーズマンガー)」を立ち上げる。
2011年5月発売の東京事変のシングル「女の子は誰でも」で仕事をして以降、ほぼすべての椎名林檎作品に参加。また同年7月発売のきゃりーぱみゅぱみゅのメジャー・デビュー曲「PONPONPON」を担当して以降、彼女のほぼすべての作品の衣装デザインを手掛け、のちにステージ演出も担当するようになる。
2016年8月、リオ五輪閉会式「旗引継ぎセレモニー」において、スタイリスト三田真一、「FACETASM (ファセッタズム)」デザイナーの落合宏理、そしてドレスメーカー櫻井利彦との4人でパフォーマーの衣装デザインと制作を担当。
2017年9月、アートディレクター/映像ディレクターの田中秀幸との実験的ファッションプロジェクト「ヌードル (Noodle)」を立ち上げる。
2021年8月、東京オリンピック閉会式において、パフォーマー・アオイヤマダの衣装デザインと制作を担当。
2022年5月発売のももいろクローバーZのアルバム「祝典」のジャケット写真の衣装デザインと制作を担当。

## 主なクライアント

### 雑誌
- VOGUE (Japan, Taiwan)
- Marie Claire
- WWD
- V MAGAZINE
- 装苑

### 商業施設
- ラフォーレ
- PARCO
- ルミネ

### 企業
- イオン
- LION
- ワコール
- アツギ
- Panasonic
- NISSAN
- マクドナルド
- ケンタッキー・フライド・チキン
- 江崎グリコ
- citi bank

### アーティスト
- 椎名林檎、東京事変
- きゃりーぱみゅぱみゅ
- ももいろクローバーZ

## 映画
- アイスクリームフィーバー（吉岡里帆主演、パルコ、2023年7月14日公開予定）：スタイリスト